# Убытьдур
Убытьдур — деревня в Красногорском районе Удмуртской республики.

## География
Находится в северо-западной части Удмуртии на расстоянии приблизительно 6 км на восток-северо-восток по прямой от районного центра села Красногорское.

## История
Известна с 1873 года как починок По речке Верхней Шуезе (Убытьдур) с 12 дворами. В 1905 году (деревня Эбытдурская) 31 двор, в 1924 (уже Убытьдур) — 43. До 2021 года входила в состав Агрикольского сельского поселения.

## Население
Постоянное население составляло 119 человек (1873), 255 (1905), 279 (1924), 43 человека в 2002 году (удмурты 91 %), 25 в 2012.